# Селье, Жак
Жак Селье́ (фр. Jacques Cellier, 15… — 1620, Реймс) — французский художник-график, каллиграф, органист.

## Биография и творчество
О жизни Жака Селье сохранилось крайне мало информации. Неизвестны ни дата, ни место его рождения; предполагается, что умер он в 1620 году в Реймсе. В записях, сделанных самим Селье, говорится, что он был органистом собора в Лане, затем в Реймсе, а кроме того, зарабатывал на жизнь воспитанием детей.

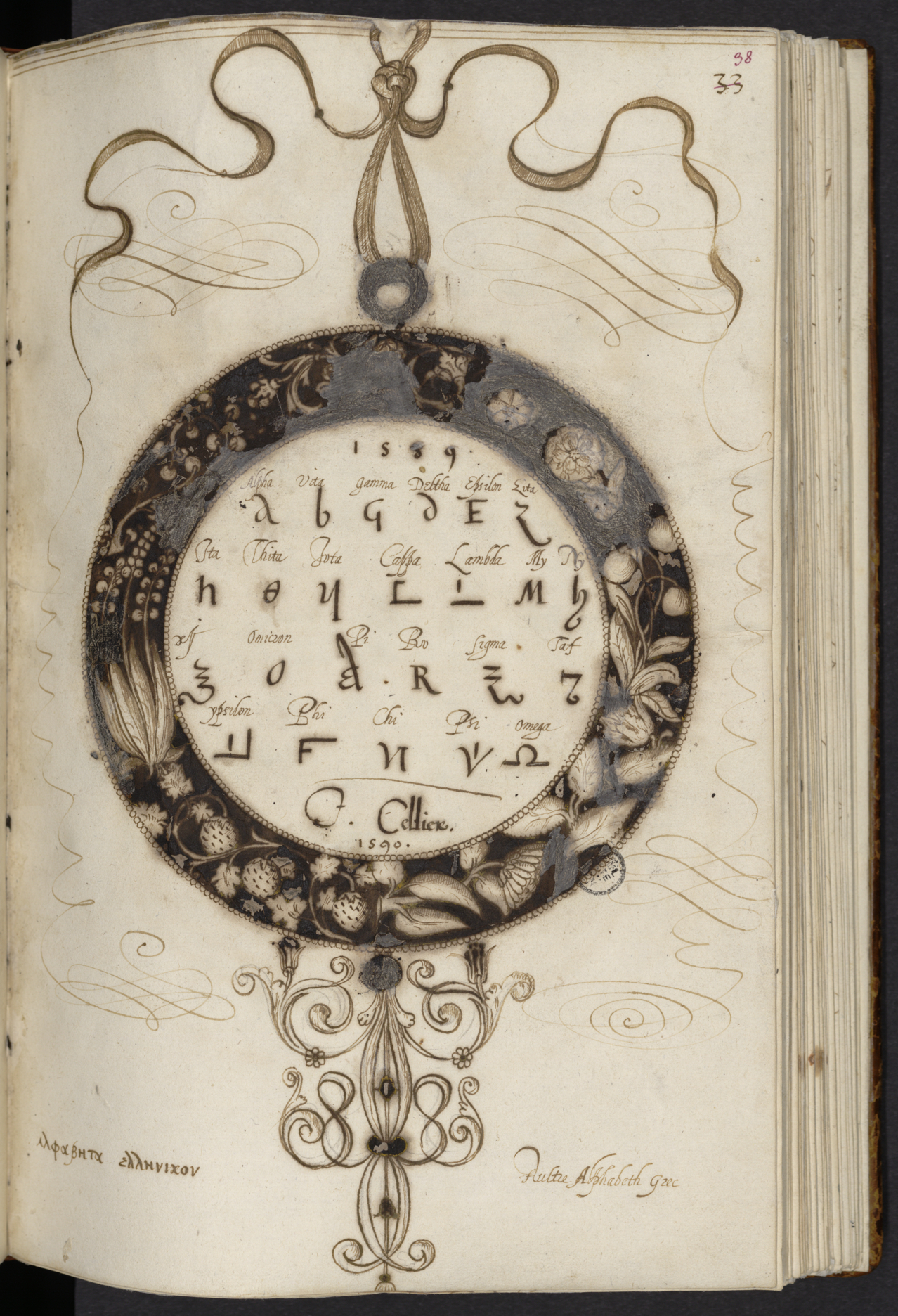
Страница рукописи Mellange, curiosités et petites inventions...

До наших дней дошли три рукописи, иллюстрированные Селье. Автором первой, под названием «Recherche de plusieurs singularités» («Собрание некоторых диковинок») является Франсуа Мерлен, эрудит эпохи Возрождения, служивший при дворе принцессы Марии Елизаветы. Она создавалась с 1583 по 1587 год и затем была преподнесена в дар королю Генриху III. Рукопись содержит многочисленные рисунки на разнообразные темы из области науки и искусства (в том числе зарисовки музыкальных инструментов), образцы каллиграфии, иностранных алфавитов и пр. В настоящее время она хранится в Национальной библиотеке Франции.
Вторая, озаглавленная «Mellange, curiosités et petites inventions de Jacques Cellier…» («Всякая всячина, курьёзы и выдумки Жака Селье…»), хранится в парижской Библиотеке святой Женевьевы. Она содержит молитву «Отче наш» в переводе на 27 языков и рисунки пером.
Наконец, третья рукопись — «Mellange contenant XXVI sortes de langues, où y est comprise l’Oraison dominicale autant de fois… [puis] Quelques règles de musique, d’orgue et d’espinette [puis] recueil de 18 modèles d'écritures de différents pays [puis] table pour scavoir combien les jours ont d’heures et aussy pareillement quand le soleil se couche. Dédié à Claude de Lisle, seigneur de Marivaux, gouverneur de Laon, par Jacques Cellier, précepteur de jeunesse et organniste de l'église Nostre-Dame de Reims» — хранится в библиотеке Реймса. В ней также содержится перевод «Отче наш» на 26 языков, и, кроме того, разнообразные образцы каллиграфии и нотные записи.
В 1618 году Жак Селье создал подробный план города Реймса и его памятников. Кроме того, благодаря одной из его зарисовок в рукописи «Recherche de plusieurs singularités», до нас дошла информация о несохранившемся напольном лабиринте Реймсского собора, содержавшем имена первых зодчих, которые возводили собор в XIII веке.